# Urophyllum capituliflorum
Urophyllum capituliflorum är en måreväxtart som beskrevs av Theodoric Valeton. Urophyllum capituliflorum ingår i släktet Urophyllum och familjen måreväxter. Inga underarter finns listade i Catalogue of Life.